# Perrisina brevis
Perrisina brevis là một loài bọ cánh cứng trong họ Endomychidae. Loài này được Perris miêu tả khoa học năm 1864.